# Killer Kondom
Pour plus de détails, voir Fiche technique et Distribution.
Killer Kondom (titre original : Kondom des Grauens) est un film germano-suisse réalisé par Martin Walz, sorti en 1996.

## Synopsis
La panique s'installe à New-York ; en effet, de nombreux hommes se font émasculer dans les tripots par une créature à l'allure de préservatif.
Luigi Mackeroni, inspecteur de police homosexuel, va mener son enquête dans les bas-fonds de la ville afin de se venger, s'étant lui-même fait arracher le testicule droit par la créature.

## Fiche technique
- Titre : Killer Kondom
- Titre original : Kondom des Grauens
- Réalisation : Martin Walz
- Scénario : Martin Walz, Mario Kramp et Ralf König d'après sa BD
- Production : Erwin C. Dietrich, Ralph S. Dietrich, Harald Reichebner
- Société de distribution : Troma Entertainment (États-Unis)
- Musique : Emil Viklicky
- Photographie : Alexander Honisch
- Montage : Simone Klier
- Consultant créatif : H. R. Giger
- Pays d'origine : Allemagne, Suisse
- Format : Couleurs - 1,85:1
- Genre : Comédie horrifique et science-fiction
- Durée : 103 minutes
- Date de sortie : 1996

## Distribution
- Udo Samel : Luigi Mackeroni
- Peter Lohmeyer : Sam Hanks
- Marc Richter : Billy
- Leonard Lansink : Babette / Bob Miller
- Iris Berben : Frau Dr. Riffleson
- Henning Schlüter : Robinson
- Ron Williams : chef de la police
- Ralf Wolter : Professor Boris Smirnoff
- Adriana Altaras : touriste croate
- Evelyn Künneke : Wilma, Leichenschauhaus
- Gerd Wameling : Lehrer
- Otto Sander : monsieur Higgins
- Monika Hansen : madame Higgins
- Meret Becker : Phyllis Higgins
- Peter Krüger : Joe Baluga

## Autour du film
- Le film a été tourné à Berlin et New York.